# L600

Logo de la Compañía Indrema Entertainment Systems era una compañía de electrónica de consumo

El Indrema L600 era una consola basada en Linux que estaba en desarrollo a principios del siglo XXI, pero desafortunadamente el proyecto fracasó a mediados de abril del 2001. Además de ser una consola de videojuegos, también sería un reproductor de Disco compacto, DVD, navegador de internet, y una grabadora de televisión tipo TiVo. También tendría un lector para MP3.
Si la consola hubiera sido lanzada al mercado, tendría un costo de $299 dólares y 30 juegos disponibles en su lanzamiento. 
- Tendría 64MB de Ram.
- Su medio de almacenamiento, hubiera sido de discos de 10Gb.
- Soporte para HDTV.
- Soporte para creación de juegos independientes por usuarios, con programación tipo Linux.
- Procesador x86 a 600Mhz.
- Proceso de 120-180 millones de polígonos por segundo.

## Historia
A mediados de abril del 2001, John Gildred, jefe del equipo de 50 miembros que se encontraban desarrollando el Indrema L600 (la primera consola open-source basada en linux) reportó que el prototipo de la consola estaba terminado y que para lograr una producción masiva se requería del patrocinio de alguien. Después de una semana de haber anunciado esto, Johm Gildred declaró que el proyecto Indrema L600 había muerto oficialmente. El desinterés general del público, los desarrolladores y los inversionistas ocasionó que finalmente los miembros del equipo abandonaran el proyecto.